# أكيرا أوهاشي
أكيرا أوهاشي (باليابانية: 大橋 明) هو ممثل ياباني، ولد في 6 يونيو 1968.

## وصلات خارجية
- أكيرا أوهاشي على موقع IMDb (الإنجليزية)
- أكيرا أوهاشي على موقع قاعدة بيانات الفيلم (الإنجليزية)